# Slovenské Pravno
Slovenské Pravno és un poble i municipi d'Eslovàquia que es troba a la regió de Žilina, al centre-nord del país. La primera menció escrita de la vila es remunta al 1113.

## Demografia
| Godina             | 1994 | 2004   | 2014   | 2024   |
| ------------------ | ---- | ------ | ------ | ------ |
| Nombre de persones | 957  | 952    | 940    | 878    |
| Diferència         |      | −0,52% | −1,26% | −6,59% |

| Godina             | 2023 | 2024   |
| ------------------ | ---- | ------ |
| Nombre de persones | 887  | 878    |
| Diferència         |      | −1,01% |